# Jordi Lardín
Jordi Lardín Cruz (Manresa, 4 giugno 1973) è un dirigente sportivo ed ex calciatore spagnolo, di ruolo attaccante.

## Carriera

### Giocatore

#### Club
Cresciuto nelle file del Manresa, ha debuttato tra i professionisti nelle file del Sabadell. Nel gennaio 1993, dopo una prima parte di stagione trascorsa nelle file del L'Hospitalet, si è trasferito all'Espanyol, squadra militante nel massimo campionato spagnolo. Ha militato nelle file dei Blanquiazules per quattro stagioni e mezzo, totalizzando 164 presenze e 47 reti. Nel 1997 si è trasferito all'Atlético Madrid. Nella prima stagione nelle file dei Colchoneros ha totalizzato 41 presenze e 6 reti, mentre nelle stagioni successive è stato impiegato con minore frequenza. Ha militato nelle file dei Colchoneros per tre stagioni e mezzo, totalizzando 8 reti in 93 presenze. Nel gennaio 2001 è tornato in prestito all'Espanyol. Nella stagione successiva si è trasferito in prestito allo Xerez. Dopo aver rescisso con l'Atlético Madrid, nel settembre 2002 ha annunciato il proprio ritiro dal calcio professionistico. Nel 2004 è tornato a giocare, disputando una stagione nelle file del Leganés. Ha concluso la propria carriera da calciatore dopo aver militato nelle file dell'Esparreguera.

#### Nazionale
Ha partecipato, con la Nazionale Under-21 spagnola, agli Europei 1996. Nel 1996, inoltre, ha preso parte alle Olimpiadi. Ha debuttato in Nazionale maggiore il 19 novembre 1997, nell'amichevole Spagna-Romania (1-1). Ha totalizzato, con la Nazionale maggiore spagnola, 3 presenze.

### Dirigente
Nel novembre 2012 è diventato responsabile del settore giovanile dell'Espanyol. Il 28 novembre 2016 è stato nominato direttore sportivo dell'Espanyol. Il 20 aprile 2018 si è dimesso dall'incarico. Il 4 gennaio 2021 è diventato direttore sportivo dell'Extremadura UD. Ha mantenuto l'incarico fino al marzo 2022.

## Statistiche

### Presenze e reti nei club
| Stagione               | Squadra                | Campionato             | Campionato | Campionato | Coppe nazionali | Coppe nazionali | Coppe nazionali | Coppe continentali | Coppe continentali | Coppe continentali | Altre coppe | Altre coppe | Altre coppe | Totale | Totale | Totale |
| Stagione               | Squadra                | Comp                   | Pres       | Reti       | Comp            | Pres            | Reti            | Comp               | Pres               | Reti               | Comp        | Pres        | Reti        | Pres   | Reti   |        |
| ---------------------- | ---------------------- | ---------------------- | ---------- | ---------- | --------------- | --------------- | --------------- | ------------------ | ------------------ | ------------------ | ----------- | ----------- | ----------- | ------ | ------ | ------ |
| 1991-1992              | Sabadell               | SD                     | 4          | 0          | CR              | 0               | 0               | -                  | -                  | -                  | -           | -           | -           | 4      | 0      |        |
| 1992-gen. 1993         | L'Hospitalet           | SDB                    | 2          | 0          | CR              | 0               | 0               | -                  | -                  | -                  | -           | -           | -           | 2      | 0      |        |
| gen.-giu. 1993         | Espanyol               | PD                     | 14+1       | 0+0        | CR              | 0               | 0               | -                  | -                  | -                  | -           | -           | -           | 14     | 0      |        |
| 1993-1994              | Espanyol               | PD                     | 31         | 9          | CR              | 0               | 0               | -                  | -                  | -                  | -           | -           | -           | 31     | 9      |        |
| 1994-1995              | Espanyol               | PD                     | 38         | 12         | CR              | 0               | 0               | -                  | -                  | -                  | -           | -           | -           | 38     | 12     |        |
| 1995-1996              | Espanyol               | PD                     | 38         | 17         | CR              | 5               | 4               | -                  | -                  | -                  | -           | -           | -           | 43     | 21     |        |
| 1996-1997              | Espanyol               | PD                     | 42         | 9          | CR              | 2               | 0               | UEFA               | 3                  | 0                  | -           | -           | -           | 47     | 9      |        |
| Totale Espanyol        | Totale Espanyol        | Totale Espanyol        | 164        | 47         |                 | 7               | 4               |                    | 3                  | 0                  |             | -           | -           | 174    | 51     |        |
| 1997-1998              | Atlético Madrid        | PD                     | 32         | 4          | CR              | 0               | 0               | UEFA               | 9                  | 2                  | -           | -           | -           | 41     | 6      |        |
| 1998-1999              | Atlético Madrid        | PD                     | 21         | 2          | CR              | 6               | 0               | UEFA               | 6                  | 0                  | -           | -           | -           | 33     | 2      |        |
| 1999-2000              | Atlético Madrid        | PD                     | 7          | 0          | CR              | 2               | 0               | UEFA               | 1                  | 0                  | -           | -           | -           | 10     | 0      |        |
| 2000-gen. 2001         | Atlético Madrid        | SD                     | 9          | 0          | CR              | 0               | 0               | -                  | -                  | -                  | -           | -           | -           | 9      | 0      |        |
| Totale Atlético Madrid | Totale Atlético Madrid | Totale Atlético Madrid | 69         | 6          |                 | 8               | 0               |                    | 16                 | 2                  |             | -           | -           | 93     | 8      |        |
| gen.-giu. 2001         | Espanyol               | PD                     | 8          | 0          | CR              | 1               | 0               | -                  | -                  | -                  | -           | -           | -           | 9      | 0      |        |
| 2001-2002              | Xerez                  | SD                     | 17         | 0          | CR              | 0               | 0               | -                  | -                  | -                  | -           | -           | -           | 17     | 0      |        |
| 2004-2005              | Leganés                | SDB                    | 28         | 0          | CR              | 1               | 0               | -                  | -                  | -                  | -           | -           | -           | 29     | 0      |        |
| 2005-2006              | Esparreguera           | DRF                    | ?          | ?          | -               | -               | -               | -                  | -                  | -                  | -           | -           | -           | ?      | ?      |        |
| 2006-2007              | Esparreguera           | DRF                    | ?          | ?          | -               | -               | -               | -                  | -                  | -                  | -           | -           | -           | ?      | ?      |        |
| 2007-2008              | Esparreguera           | DRF                    | ?          | ?          | -               | -               | -               | -                  | -                  | -                  | -           | -           | -           | ?      | ?      |        |
| Totale Esparreguera    | Totale Esparreguera    | Totale Esparreguera    | ?          | ?          |                 | -               | -               |                    | -                  | -                  |             | -           | -           | ?      | ?      |        |
| Totale carriera        | Totale carriera        | Totale carriera        | 292+       | 53+        |                 | 17              | 4               |                    | 19                 | 2                  |             | -           | -           | 328+   | 59+    |        |

### Cronologia presenze e reti in Nazionale
| Cronologia completa delle presenze e delle reti in nazionale ― Spagna | Cronologia completa delle presenze e delle reti in nazionale ― Spagna | Cronologia completa delle presenze e delle reti in nazionale ― Spagna | Cronologia completa delle presenze e delle reti in nazionale ― Spagna | Cronologia completa delle presenze e delle reti in nazionale ― Spagna | Cronologia completa delle presenze e delle reti in nazionale ― Spagna | Cronologia completa delle presenze e delle reti in nazionale ― Spagna | Cronologia completa delle presenze e delle reti in nazionale ― Spagna |
| Data                                                                  | Città                                                                 | In casa                                                               | Risultato                                                             | Ospiti                                                                | Competizione                                                          | Reti                                                                  | Note                                                                  |
| --------------------------------------------------------------------- | --------------------------------------------------------------------- | --------------------------------------------------------------------- | --------------------------------------------------------------------- | --------------------------------------------------------------------- | --------------------------------------------------------------------- | --------------------------------------------------------------------- | --------------------------------------------------------------------- |
| 19-11-1997                                                            | Palma de Mallorca                                                     | Spagna                                                                | 1 – 1                                                                 | Romania                                                               | Amichevole                                                            | -                                                                     |                                                                       |
| 28-1-1998                                                             | Saint-Denis                                                           | Francia                                                               | 1 – 0                                                                 | Spagna                                                                | Amichevole                                                            | -                                                                     |                                                                       |
| 23-9-1998                                                             | Granada                                                               | Spagna                                                                | 1 – 0                                                                 | Russia                                                                | Amichevole                                                            | -                                                                     |                                                                       |
| Totale                                                                |                                                                       | Presenze                                                              | 3                                                                     |                                                                       | Reti                                                                  | 0                                                                     |                                                                       |

## Palmarès

### Club

#### Competizioni nazionali
- Segunda División spagnola: 1

Espanyol: 1993-1994